# Національний музей Аль-Айна
Національний музей Аль-Айна — найстаріший музей ОАЕ, краєзнавчий та археологічний музей.

## Історія
В ході археологічних розкопок у місті Абу-Дабі в кінці 1950-х років данська експедиція виявила поселення бронзової доби на острові Умм-аль-Нар. Влада емірату Абу-Дабі вирішила створити музей, який би зберігав знайдені артефакти. У середині 1960-х років данські дослідники перемістилися до Аль-Айну, де була виявлена велика кількість подібних до Умм-аль-Нару могильників.
Національний музей було засновано в квітні 1969 року в Абу-Дабі, а відкрито вже в серпні того ж року. Тимчасово музей розмістився в одному з приміщень Старого форту. Експозиція містила макети човнів та кораблів, інструменти ловців перлів, археологічні знахідки з Умм-аль-Нару, старовинну зброю, інформацію щодо нафтової промисловості, історичного побуту мешканців Абу-Дабі.
Археологічні розкопки поблизу Аль-Айна збільшувалися та надходили все нові артефакти. Через це було вирішено перенести Національний музей до Аль-Айна. Для розміщення музею шукали історичну місцевість з певною цікавинкою. Зупинилися на будівлі Форту шейха Султана ібн Заїда, або Східного форту, побудованого 1907 чи 1910 року. У квітні 1970 року було розпочато будівництво споруди музею, а 2 листопада 1971 року Національний музей було офіційно відкрито.
У 1974 до наявних двох крил будівлі було добудовано ще два.
У 2012 році було розпочато будівництво другого приміщення для музею.

## Експозиція

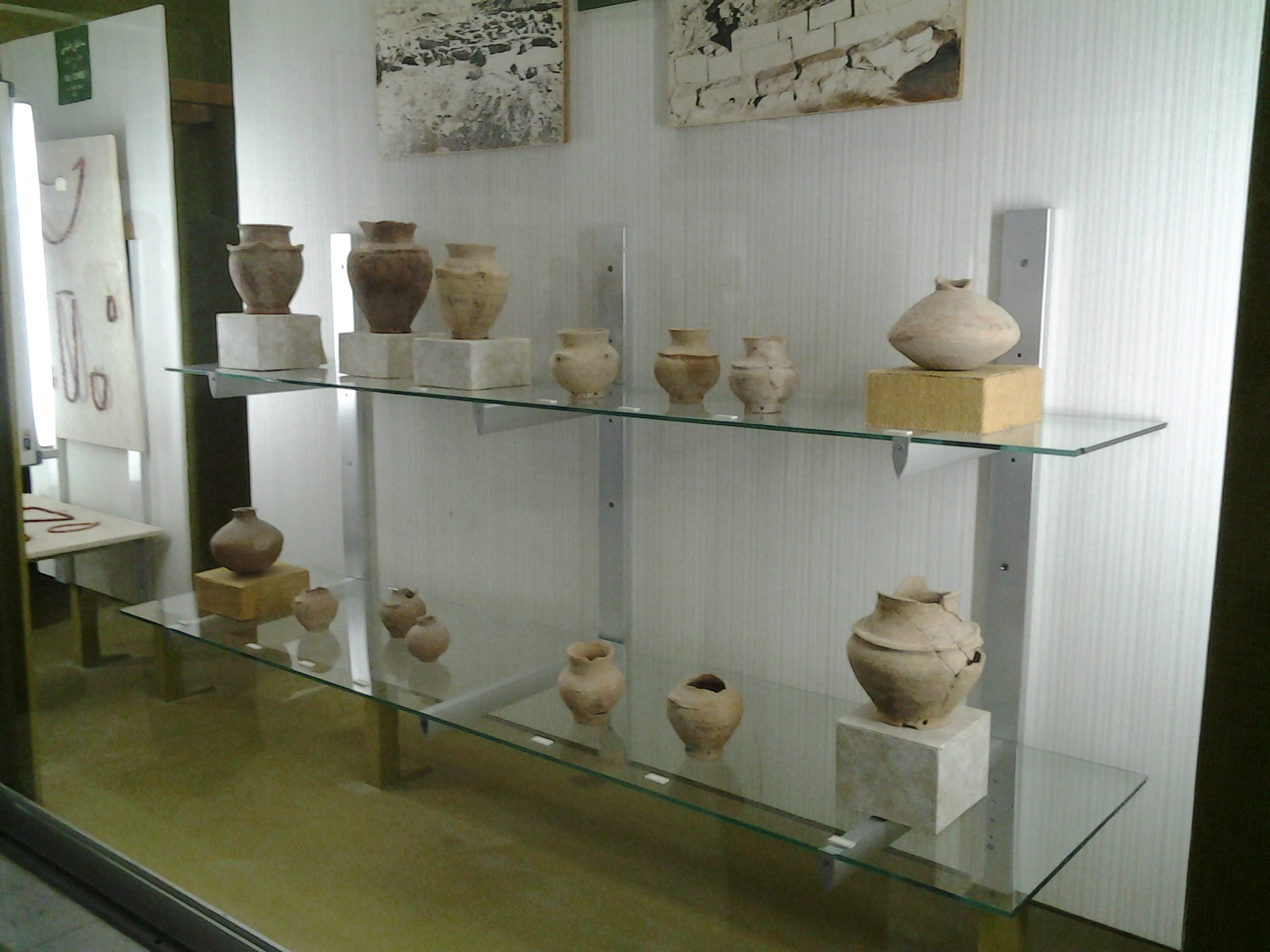
Глиняний посуд з археологічних розкопок

Національний музей має у складі 3 окремі експозиції:
- Археологія
- Етнографія
- Дари

У підрозділі археології знаходиться експозиція артефактів, виявлених під час розкопок поблизу Аль-Айна та в інших місцях ОАЕ.
У відділі дарів знаходяться подарунки, отримані шейхом Заїдом бін Султаном та іншими високопосадовцями ОАЕ. Зокрема там демонструється шматок місячного ґрунту, що його доставив на Землю екіпаж космічного корабля «Аполлон-17».